# 三方王
三方王（日语：／ Mikataō，？—？）是日本奈良時代的王，祖父可能是舍人親王，官位為從四位下備前守。

## 經歷
天平感寶元年（749年），三方王升至從五位下。天平寶字3年（759年），淳仁天皇追贈其父舍人親王為崇道盡敬皇帝時，三方王獲直接升至從四位下，由此可見，三方王應為舍人親王之孫而取得二世王待遇。
其後的天平寶字8年（764年），藤原仲麻呂之亂結束後，淳仁天皇被逼退位，三方王也失去了位階，變成無位。
寶龜3年（772年）正月，三方王與宗形王、山邊笠等舍人親王之孫一同升至從五位下，同年8月被派前往淡路國辦理淳仁天皇改葬的事宜。其後的寶龜5年（774年），三方王升至從五位上、寶龜8年（777年）再升至正五位下，光仁天皇即位後，他在寶龜10年（779年）再升回從四位下。
然而，在天應2年（782年）閏正月爆發的冰上川繼之亂中，三方王被指支援冰上川繼而被左遷為日向介，同年3月其妻弓削女王與山上船主等被指合謀詛咒桓武天皇，最終三方王與弓削女王一同被流放至日向國。

## 人物
大伴家持在三方王宅邸舉行宴會時，創作的兩首和歌收錄於《萬葉集》，可見兩人有一定交情。另外，三方王自己也有兩首和歌收錄於萬葉集。

## 官歷
未標明的是按《續日本紀》記載
- 天平感寶元年（749年） 4月14日：從五位下
- 天平勝寶9年（757年）以前：大監物[4]
- 天平寶字3年（759年） 6月16日：從四位下
- 天平寶字8年（764年）：無位
- 寶龜3年（772年） 正月3日：從五位下
- 寶龜5年（774年）
  - 正月7日：從五位上
  - 3月5日：備前守
- 寶龜8年（777年） 正月7日：正五位下
- 寶龜10年（779年） 正月23日：從四位下
- 天應2年（782年）
  - 閏正月18日：日向介
  - 3月26日：流放至日向國